# Dallas Cup
A Dallas Cup (em português: Copa Dallas) é uma competição de futebol de categorias de base realizada anualmente na cidade de Dallas, Texas. É considerada uma das principais competições de base dos Estados Unidos e também do mundo.

## História
A Copa Dallas foi estabelecida em 1980 pelo Texas Longhorns como uma forma de retribuir a amizade demonstrada às suas equipes que viajaram por toda a Europa. Realizada anualmente durante a primavera, coincidindo com a Semana Santa, é um evento competitivo disputado por equipes convidadas selecionadas pela entidade organizadora. Embora tenha passado por diversas mudanças ao longo dos anos em seu formato, ela normalmente abrange nove faixas etárias na categoria masculina, desde sub-12 até sub-19, incluindo o Super Grupo, introduzido em 1990, além de quatro faixas etárias na categoria feminina, variando de sub-15 até sub-19.

## Campeões
- Devido à pandemia de COVID-19, as edições de 2020 e 2021 foram canceladas. Apesar da ausência de campeões, a numeração das edições continuou a ser contabilizada pela entidade que organiza a competição.